# Íris Tanja Flygenring
Íris Tanja Ívars Flygenring (* 12. November 1989 in Island) ist eine isländische Schauspielerin.

## Leben und Karriere
Íris Tanja Flygenring wurde am 12. November 1989 in Island geboren. Sie ist die Tochter des isländischen Schauspielers Valdimar Örn Flygenring. Sie studierte an der Kunstakademie Islands. Ihr Debüt gab sie 2017 in der Fernsehserie Fangar. Danach spielte sie 2020 in der Serie Iceland is best mit. 2021 spielte sie in Katla die Hauptrolle. Im selben Jahr spielte sie in der dritten Staffel von Trapped – Gefangen in Island die Hauptrolle.

## Filmografie (Auswahl)
Filme
- 2020: Iceland is best

Serien
- 2017: Fangar
- 2021: Katla
- 2021: Trapped – Gefangen in Island